# Lionel (nombre propio)
Lionel es un nombre propio masculino, que puede estar vinculado o hacer referencia a los artículos de Wikipedia que se indican a continuación:

## Patronímicos
- Lionel Barrymore (1878-1954), también conocido como Lionel Herbert Blythe, actor estadounidense de teatro, radio, y películas.
- Lionel Bender (1934-2008), también conocido como Marvin Lionel Bender, lingüista y escritor estadounidense.
- Lionel Cox (1930-2010), también conocido como Lionel Malvyne Cox, deportista australiano que en su momento compitió en ciclismo en la modalidad de pista.
- Lionel de Amberes (1338-1368),  Lord Teniente de Irlanda, Duque de Clarence, y tercer hijo varón —pero segundo superviviente— del rey Eduardo III de Inglaterra y de Felipa de Henao.
- Lionel Dunsterville (1865-1946), también conocido como Lionel C. Dunsterville, militar y aventurero británico.
- Lionel Messi (n. 1987) futbolista argentino
- Lionel Richie (n.1949) cantautor estadounidense
- Lionel Scaloni (n. 1978) exfutbolista y entrenador argentino

- Datos: Q9022830
- Multimedia: Lionel (given name) / Q9022830